# Schäplitz
Schäplitz ist ein Ortsteil und eine Ortschaft der Stadt Bismark (Altmark) im Landkreis Stendal in Sachsen-Anhalt (Deutschland).

## Geographie
Schäplitz, ein Straßendorf mit Kirche, liegt etwa 18 Kilometer westlich von Stendal in der Altmark. Das hügelige Gebiet um das Dorf gehört zum Endmoränenbogen, der sich nördlich des Secantsgrabens in Richtung Stendal hinzieht. Im Westen der Gemarkung liegt die Erhebung Der Berg (60 m ü. NHN) sowie auf der Grenze zu Könnigde der Spitze Berg (49 m ü. NHN).

## Geschichte

### Mittelalter bis 19. Jahrhundert
Im Jahre 1298 wurde ein Ritter Conradus Schepelitz als Zeuge einer Beurkundung in Lychen genannt. Das Dorf gilt als Stammsitz einer 14. Jahrhundert genannten Familie von Scheplitz.
Das Dorf selbst wurde erstmals 1372 als Schepeliesse erwähnt im Gedicht über die Schlacht an der Deetzer Warte, die am 3. November 1372 stattfand. Im Landbuch der Mark Brandenburg von 1375 wird das Dorf als Schepelitz und Scepelitz mit 34 Hufen aufgeführt. 1417 heiß der Ort schepelitz. Aus dem Lehnverzeichnis Stendaler Bürger von 1472 sind die Namen der Familien im Dorf Scepelitze und die Höhe ihrer Abgaben überliefert. Der Schulze musste 30 Scheffel Getreide liefern, halb Roggen, halb Gerste und neben anderen Abgaben auch noch eine Gans. Weitere Nennungen sind 1687 Schepelitz und 1804 Schäplitz oder Scheplitz, Dorf und Gut mit 6 Leinewebern und einer Windmühle.

### 20. Jahrhundert bis heute
Die Landwirte des Dorfes schlossen sich in Genossenschaften zusammen. Eine Molkereigenossenschaft betrieb eine Molkerei (1898–1943 und 1946–1956). Es gab eine Ebergenossenschaft (1906–1956), eine Stierhaltegenossenschaft (1890–1903), übergegangen zur Stammzuchtgenossenschaft Bismark und Umgebung, ab 1906 bis 1965 gab es die Stammzuchtgenossenschaft Schäplitz. Die Spar- und Darlehenskasse (1907–1945, 1947–1949) ging nach 1949 in die Dorfgenossenschaft BHG über.
Bei der Bodenreform wurden 1945 ermittelt: 30 Besitzungen unter 100 Hektar hatten zusammen 663 Hektar, eine Kirchenbesitzung hatte 24 Hektar, eine Gemeindebesitzung umfasste 5 Hektar Land. Es meldeten sich 6 Bodenanwärter, darunter einer mit Besitz unter 5 Hektar. Im Jahre 1953 entstand die erste Landwirtschaftliche Produktionsgenossenschaft vom Typ III, die LPG „Erich Weinert“.
Später entstand eine LPG vom Typ I, beide wurden 1979 zur LPG Pflanzen- und Tierproduktion zusammengeführt, die 1989/90 abgewickelt wurde. Die Ackerflächen werden nun von der Agrargenossenschaft Querstedt bewirtschaftet.
Der 1996 gegründete Dorferneuerungsverein Schäplitz kümmerte sich um die Sanierung vieler Gebäude, der ehemaligen Dorfschule, der Kirche mit Glocken und Fenstern und der Infrastruktur, so um die Anpflanzung von Hecken, von mehr als 600 Bäumen in der Umgebung.

### Mühle in Schäplitz
Am nördlichen Ortsausgang unweit der Kirche am Feldweg nach Garlipp stand früher eine Windmühle.
Sie wurde 1472 erstmals erwähnt. 1638 wird Antoni Müller als Betreiber genannt. 1772 war Carl Friedrich Meinecke Pachtmüller. Nach dem Verkauf des Gutes im Jahr 1818 an die Schäplitzer, wurde der Pachtmüller zum Besitzer der Mühle. 1890 wurde eine motorgetriebene Dampfmühle mit angeschlossener Bäckerei errichtet. Die Bockwindmühle ist 1891 abgebaut und verkauft worden, die Mühle erhielt einen Kegelwindmotor nach Soerensen. 1917 brannte die Mühle ab. Die Bäckerei ist bis 1934 weiter betrieben worden. Beim Orkan Quimburga 1971 wurde die zum Stall umgebaute Ruine endgültig zerstört und musste abgerissen werden.

### Archäologie
Bei Schäplitz befinden sich zwei Grabhügelgruppen aus der Bronze- und Eisenzeit.
Anfang des 20. Jahrhunderts wurde im Waldgebiet westlich von Schäplitz im Wald südlich des Weges nach Holzhausen bei der Kiesgewinnung ein späteisenzeitlicher Urnenfriedhof aus dem 3. Jahrhundert n. Chr. freigelegt. Die Funde, darunter mit Mäanderurnen mit dreireihigen Rädchenlinien, beschrieb Paul Kupka im Jahr 1925. Sie gingen an das Altmärkische Museum in Stendal und an die Landesanstalt für Vorgeschichte Halle. 1947 wurden bei Sandschachtungsarbeiten weitere Brandgräber freigelegt.
Der Fundplatz „Großer Wald“ liegt westlich des Dorfes. Beim Sandabbau nach 1980 wurde eine spätrömerzeitliche Schalenurne mit Resten eines Schwertes und Resten von Riemenbeschlägen geborgen. Der Fund wurde an das Altmärkische Museum übergeben.

### Herkunft des Ortsnamens
Heinrich Sültmann leitet die Namen 1372 schepelisse, 1375 scepelits, schepelits, schepelitz, 1540 scheplitz ab vom slawischen Wort „czapla“ für „Fischreiher“ und deutet den Namen als „Reiherhorst“. Aleksander Brückner erkennt das slawische Wort „čapla“ und übersetzt zu „Reiher“. Andere deuten den Ortsnamen zu „Fischreiherhorst“.

### Eingemeindungen
Ursprünglich gehörte das Dorf zum Stendalischen Kreis der Mark Brandenburg in der Altmark. Zwischen 1807 und 1813 lag der Ort im Kanton Bismark auf dem Territorium des napoleonischen Königreichs Westphalen. Ab 1816 gehörte die Gemeinde zum Landkreis Stendal.
Am 25. Juli 1952 kam die Gemeinde Schäplitz zum Kreis Stendal. Ab dessen Auflösung am 1. Juli 1994 gehörte sie zum heutigen Landkreis Stendal.
Bis zum 31. Dezember 2009 war Schäplitz eine selbstständige Gemeinde.
Der Gemeinderat der Gemeinde Schäplitz beschloss am 22. Juni 2009 die Zustimmung zu einem Gebietsänderungsvertrag, wodurch ihre Gemeinde aufgelöst und Teil einer neuen Einheitsgemeinde mit dem Namen Stadt Bismark (Altmark) wurde. Dieser Vertrag wurde vom Landkreis als unterer Kommunalaufsichtsbehörde genehmigt und trat am 1. Januar 2010 in Kraft.
In der eingeflossenen Gemeinde und nunmehrigen Ortschaft Schäplitz wurde ein Ortschaftsrat mit drei Mitgliedern einschließlich Ortsbürgermeister gebildet.

### Einwohnerentwicklung

#### Dorf und Gut
| Jahr           | 1734 | 1772 | 1790 | 1798 | 1801 | 1818 | 1840 | 1864 | 1871 | 1885 | 1892 | 1895 | 1900 | 1905 |
| Dorf Schäplitz | 165  | 179  | 144  | 176  | 319  | 191  | 206  | 234  | 232  | 258  | 220  | 227  | 120  | 245  |
| Gut Schäplitz  |      |      | 020  | 026  |      |      |      |      |      |      |      |      |      |      |

#### Gemeinde
| Jahr | Einwohner |
| ---- | --------- |
| 1910 | [0]240    |
| 1925 | 243       |
| 1939 | 224       |
| 1946 | 330       |
| 1964 | 250       |
| 1971 | 213       |

| Jahr | Einwohner |
| ---- | --------- |
| 1981 | 182       |
| 1985 | [00]175   |
| 1990 | [00]150   |
| 1993 | 162       |
| 1995 | [00]132   |
| 2000 | [00]122   |

| Jahr | Einwohner |
| ---- | --------- |
| 2004 | [00]120   |
| 2005 | [00]114   |
| 2006 | [00]109   |
| 2007 | [00]101   |
| 2008 | [00]103   |
| 2009 | [00]103   |

Quelle, wenn nicht angegeben, bis 1993:

#### Ortsteil
| Jahr | Einwohner |
| ---- | --------- |
| 2018 | [00]87    |
| 2020 | [00]96    |
| 2021 | [00]94    |
| 2022 | [0]90     |
| 2023 | [0]90     |

## Religion
Die evangelische Kirchengemeinde Schäplitz, die früher zur Pfarrei Kläden gehörte, wird heute betreut vom Pfarrbereich Kläden im Kirchenkreis Stendal im Bischofssprengel Magdeburg der Evangelischen Kirche in Mitteldeutschland. Die ältesten überlieferten Kirchenbücher für Schäplitz stammen aus dem Jahre 1638.
Die katholischen Christen gehören zur Pfarrei St. Anna in Stendal im Dekanat Stendal im Bistum Magdeburg.

## Politik

### Ortsbürgermeister
Ortsbürgermeister der Ortschaft Schäplitz ist seit 2016 Bernhard Langels.
Karola Ollesch (* 15. Juni 1960; † 10. Mai 2016) war ab 2001 Bürgermeisterin der Gemeinde Schäplitz und von 2010 bis 2016 Ortsbürgermeisterin.

### Ortschaftsrat
Bei der Ortschaftsratswahl am 9. Juni 2024 errang die „Wählergemeinschaft Schäplitz“ alle 3 Sitze, genau wie bei der Wahl im Jahr 2019.
Es wurden drei Männer gewählt. Von 67 Wahlberechtigten hatten 49 ihre Stimme abgegeben, die Wahlbeteiligung betrug damit 73,13 Prozent.

### Wappen
Das Wappen wurde am 10. Januar 1995 durch das Regierungspräsidium Magdeburg genehmigt.
Blasonierung: „Schräglinks geteilt von Gold über Grün; oben zwei aufrechtstehende abgewendete schwarze Äxte, unten ein linkshin sehender silberner Reiher mit anliegenden Flügeln.“
Die Tingierung des Wappens steht für die Landwirtschaft als Haupterwerbszweig der Einwohner. Wobei Grün für das fruchtbare Weide- und Ackerland steht und der Verbundenheit der Bewohner zur Natur ausdrücken soll. Gold soll den Ertragsreichtum der Wiesen und Felder ausdrücken. Tatsächlich gibt es in Schäplitz eine ganze Reihe großer Bauernhöfe, die sich nur durch die Fruchtbarkeit der Gemarkung bilden konnten. Das Stammwort des Namens Schäplitz kommt vom slawischen czapla für Fischreiher und ist als Fischreiherhorst zu deuten. Dieser Vogel ist heute noch in der Niederung anzutreffen. Die Familie von Schäplitz, die unzweifelhaft ihren Namen von diesem Ort hatte, führte in ihrem Wappen, wie auch die von Stendal und von Kloeden, zwei aufrechte, mit dem Rücken zueinander stehende Äxte.
Das Wappen wurde von Meinhard Genz gestaltet.

## Kultur und Sehenswürdigkeiten

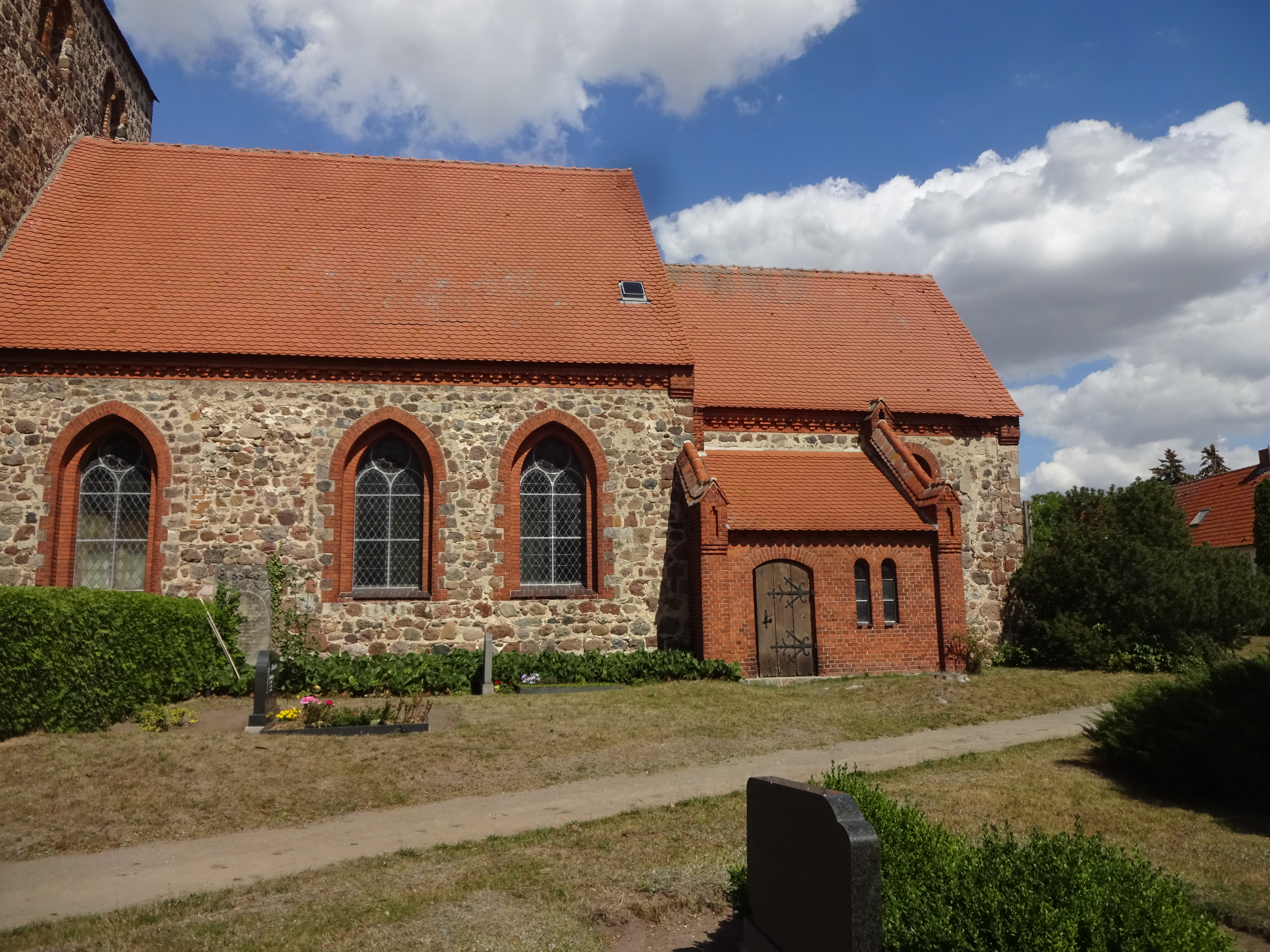
Dorfkirche Schäplitz

- Die evangelische Dorfkirche Schäplitz ist ein im Kern romanischer Feldsteinsaal mit Westquerturm aus der Mitte des 13. Jahrhunderts. Nur das Mauerwerk stammt vom ursprünglichen Bau. Beim Umbau im Jahr 1866 fügte man außen Anbauten an und veränderte die Fenster und Portale.[38]
- Die Kirche steht auf dem Ortsfriedhof.
- Der Dorferneuerungsverein Schäplitz kümmert sich um das Dorfgemeinschaftshaus, dem Hauptgebäude auf dem Altmarkhof, der ehemaligen LPG-Gaststätte.[12]
- Er betreut ebenfalls die Heimatstube und den Bauerngarten. In der Heimatstube gibt es einen Klassenraum aus der alten Dorfschule. Im Bauerngarten werden in der Saison von April bis Oktober altmarktypische Pflanzen und Gewächse den Schulkindern der Region vorgestellt.[39]
- Die Kegelbahn in Schäplitz, eingeweiht im Dezember 2022, ist eine Doppelbahn mit Bar.

## Sage – Der Mordstein zu Schäplitz
In der Straßengabelung südlich der Straße von Kläden nach Garlipp westlich der Abzweigung nach Schäplitz steht auf der Gemarkung Schäplitz seit 1998 zur Erinnerung an den Mordstein zu Schäplitz ein neu aufgestellter Kreuzstein aus Granit. Der ursprüngliche Stein ist nach 1960 oder nach 1980 verschwunden.
Der Lehrer Lehrmann übermittelte die Sage über den Mordstein zu Schäplitz. Der Schulze von Schäplitz und ein Edelmann in einem Nachbardorf hatten einen Streit, der zugunsten des ersteren in Stendal entschieden war. Auf der Heimreise war der Edelmann gegen den Ortsschulzen so erbittert, dass er ihn unterwegs mehrfach mit dem Tode bedrohte. Der Schulze bat seinen Gegner, ihn doch so lange leben zu lassen, bis er auf seinem Acker angekommen sei. Hier hatte der Edelmann den Schulzen dann einfach niedergeschossen. Daran erinnerte der ursprüngliche quaderförmige Sühnestein  aus Sandstein.

## Wirtschaft und Infrastruktur

### Unternehmen
- Das Gestüt Schäplitz betreibt seit 1997 einen Landwirtschaftsbetrieb zusammen mit der Zucht von Trakehner-Pferden sowie eine Biogasanlage zur Energiegewinnung.[42]

### Verkehr
Schäplitz liegt an einem Abzweig der Landesstraße (L15), die von Stendal nach Bismark (Altmark) führt. Es verkehren Linienbusse und Rufbusse von stendalbus. Der nächste Bahnhof befindet sich in der Nachbargemeinde Kläden (Bahnlinie Stendal–Salzwedel).